# Friedrich Gottlieb Mayer
‹›Friedrich Gottlieb Mayer, CanReg (* 4. Oktober 1793 in Stockholm als Theophil Mayer; † 29. Dezember 1858 in Rom) war ein schwedisch-österreichischer römisch-katholischer Priester, Augustiner-Chorherr und Propst von Stift Sankt Florian.

## Leben
Mayer absolvierte das Stiftsgymnasium Kremsmünster und trat 1814 in das Noviziat des Stiftes St. Florian ein, wo er die Profess ablegte und seinen Ordensnamen erhielt. Nach den theologischen Studien empfing er 1818 die Priesterweihe. Von 1818 bis 1820 wirkte er als Kooperator in Mauthausen, von 1820 bis 1825 in der Stiftspfarre von St. Florian. Von 1825 bis 1848 leitete Mayer die wirtschaftlichen Belange des Stiftes als Kämmerer und Kanzleichef. Nach der Revolution von 1848/1849 im Kaisertum Österreich kehrte Mayer in die aktive Seelsorge zurück und übernahm das Pfarramt in Wösendorf. 1854 wählte der Konvent von Sankt Florian Mayer zum Propst. Aufgrund seiner ökonomischen Erfahrungen gelang es ihm, die Landwirtschaft des Stiftes zu modernisieren und Impulse zur Hebung der Landwirtschaft in Oberösterreich zu setzen. 1856 wurde Mayer zum Präsidenten der oberösterreichischen Landwirtschafts-Gesellschaft ernannt.
Darüber hinaus erwarb er sich als Förderer von Kunst und Wissenschaft Verdienste. Unter anderem beauftragte er den akademischen Maler Ferdinand Scheck mit der Restaurierung des Pesenbacher Flügelaltars.